# Élections présidentielles sous la Cinquième République dans le Nord
Depuis l'adoption de la Constitution de la Cinquième République française en 1958, dix élections présidentielles ont eu lieu afin d'élire le président de la République. Cette page présente les résultats de ces élections dans le Nord.

## Synthèse des résultats du second tour
Jusqu'en 1995, le Nord avait tendance  à voter plus à gauche que la France. C'est en particulier le cas en 1974 et 1995 où le département a placé en tête respectivement François Mitterrand (54,12 %) et Lionel Jospin (53,7 %) alors qu'au niveau national ont été élus Valéry Giscard d'Estaing (50,81 %) et Jacques Chirac (52,64 %). Le département vote ensuite dans la tendance nationale. En 2017, Emmanuel Macron obtient plus de 9 points de moins qu'au niveau national.
| 2022 | Emmanuel Macron (52,83 %) (France : 58,55 %) | Marine Le Pen (47,17 %) (France : 41,45 %) | 71,28 % (France : 71,99 %) | 5,20 % (France : 6,23 %) |

| 2017 | Emmanuel Macron (56,9 %) (France : 66,10 %) | Marine Le Pen (43,1 %) (France : 33,90 %) | 73,24 % (France : 77,77 %) | 1,87 % (France : 2,47 %) |

| 2012 | François Hollande (52,88 %) (France : 51,64 %) | Nicolas Sarkozy (47,12 %) (France : 48,36 %) | 77,88 % (France : 80,35 %) | 1,77 % (France : 5,82 %) |

| 2007 | Nicolas Sarkozy (51,75 %) (France : 53,06 %) | Ségolène Royal (48,25 %) (France : 46,94 %) | 80,82 % (France : 83,97 %) | 1,44 % (France : 4,20 %) |

| 2002 | Jacques Chirac (78,28 %) (France : 82,21 %) | J.-M. Le Pen (21,72 %) (France : 17,79 %) | 71,12 % (France : 79,71 %) | 3,27 % (France : 3,38 %) |

| 1995 | Jacques Chirac (46,3 %) (France : 52,64 %) | Lionel Jospin (53,7 %) (France : 47,36 %) | 79,74 % (France : 78,38 %) | 2,67 % (France : 2,81 %) |

| 1988 | François Mitterrand (60,52 %) (France : 54,02 %) | Jacques Chirac (39,48 %) (France : 45,98 % %) | 83,21 % (France : 81,35 %) | 2,27 % (France : 2,00 %) |

| 1981 | François Mitterrand (55,35 %) (France : 51,76 %) | Valéry Giscard d'Estaing (44,65 %) (France : 48,24 %) | 85,14 % (France : 81,09 %) | 1,84 % (France : 1,62 %) |

| 1974 | Valéry Giscard d'Estaing (45,88 %) (France : 50,81 %) | François Mitterrand (54,12 %) (France : 49,19 %) | 87,46 % (France : 84,23 %) | 1,13 % (France : 0,92 %) |

| 1969 | Georges Pompidou (59,66 %) (France : 58,21 %) | Alain Poher (40,34 %) (France : 41,79 %) | 82,66 % (France : 77,59 %) | 1,6 % (France : 1,29 %) |

| 1965 | Charles de Gaulle (55,51 %) (France : 55,20 %) | François Mitterrand (44,49 %) (France : 44,80 %) | 88,39 % (France : 84,75 %) | 1,24 % (France : 1,01 %) |

|  | ▲ |

## Résultats détaillés par scrutin

### 2022
Arrivé en tête du premier tour, le président sortant Emmanuel Macron (27,85 %) affronte Marine Le Pen (23,15 %), un duel identique à celui du scrutin de 2017. C'est la deuxième fois qu'un second tour opposant les mêmes candidats à deux scrutins présidentiels consécutifs a lieu après ceux où se sont affrontés Valéry Giscard d'Estaing et François Mitterrand en 1974 et 1981.
En troisième position avec 21,95 % des voix, Jean-Luc Mélenchon réalise le score le plus élevé de ses trois candidatures et arrive largement en tête de la gauche, mais échoue à accéder au second tour, avec environ 400 000 voix de moins que Marine Le Pen.
Une nouvelle fois, les partis politiques traditionnels sont absents du second tour, dans des proportions encore plus importantes que lors de la précédente élection. Le Parti socialiste et Les Républicains, représentés respectivement par Anne Hidalgo et Valérie Pécresse, s'effondrent avec des scores historiquement faibles et n'atteignent pas le seuil des 5 %, condition permettant d'être remboursé des frais de campagne.
Pour la première fois, les candidatures classées à l'extrême droite dépassent le seuil de 30 % des suffrages exprimés au premier tour tandis que les sondages d'opinion laissent annoncer un duel serré face au président sortant, la possibilité d'une victoire pour Marine Le Pen étant pour la première fois envisagée par ceux-ci.
Le second tour voit Emmanuel Macron l'emporter par 58,55 % des suffrages exprimés, permettant ainsi au président sortant d'entamer un second mandat. Le septennat ayant été aboli en 2000, il devient ainsi le premier président de la République française à être réélu pour un deuxième quinquennat, le deuxième président de la Cinquième République réélu hors période de cohabitation et le quatrième président de la Cinquième République réélu.
Dans le Nord, Marine Le Pen arrive en tête du premier tour avec 28,22 % des exprimés, suivie de Emmanuel Macron (26,37 %), Jean-Luc Mélenchon (21,95%) et Éric Zemmour (5,74 %). Au second tour, les électeurs ont voté à 52,83 % pour Emmanuel Macron contre 47,17 % pour Marine Le Pen avec un taux de participation de 71,28 % des inscrits.
| Candidats                | Candidats                | Partis                   | Premier tour | Premier tour | Second tour | Second tour |
| Candidats                | Candidats                | Partis                   | Voix         | %            | Voix        | %           |
| ------------------------ | ------------------------ | ------------------------ | ------------ | ------------ | ----------- | ----------- |
|                          | Marine Le Pen            | RN                       | 373 127      | 29,27        | 565 618     | 47,17       |
|                          | Emmanuel Macron          | LREM                     | 336 138      | 26,37        | 633 569     | 52,83       |
|                          | Jean-Luc Mélenchon       | LFI                      | 279 785      | 21,95        |             |             |
|                          | Éric Zemmour             | REC                      | 73 168       | 5,74         |             |             |
|                          | Yannick Jadot            | EELV                     | 46 962       | 3,68         |             |             |
|                          | Fabien Roussel           | PCF                      | 45 902       | 3,60         |             |             |
|                          | Valérie Pécresse         | LR                       | 42 470       | 3,33         |             |             |
|                          | Jean Lassalle            | RES                      | 22 459       | 1,76         |             |             |
|                          | Nicolas Dupont-Aignan    | DLF                      | 20 617       | 1,62         |             |             |
|                          | Anne Hidalgo             | PS                       | 18 215       | 1,43         |             |             |
|                          | Philippe Poutou          | NPA                      | 8 265        | 0,65         |             |             |
|                          | Nathalie Arthaud         | LO                       | 7 673        | 0,60         |             |             |
|                          |                          |                          |              |              |             |             |
| Votes valides            | Votes valides            | Votes valides            | 1 274 781    | 98,07        | 1 199 187   | 92,75       |
| Votes blancs             | Votes blancs             | Votes blancs             | 17 416       | 1,34         | 67 296      | 5,20        |
| Votes nuls               | Votes nuls               | Votes nuls               | 7 676        | 0,59         | 27 134      | 2,10        |
| Total                    | Total                    | Total                    | 1 299 873    | 100          | 1 293 617   | 100         |
| Abstention               | Abstention               | Abstention               | 514 033      | 28,34        | 521 129     | 28,72       |
| Inscrits / participation | Inscrits / participation | Inscrits / participation | 1 813 906    | 71,66        | 1 814 746   | 71,28       |

### 2017
Le premier tour de l'élection présidentielle de 2017 voit s'affronter onze candidats. Emmanuel Macron arrive en tête devant Marine Le Pen et tous deux se qualifient pour le second tour. Néanmoins, avec François Fillon et Jean-Luc Mélenchon, les scores des quatre candidats ayant recueilli le plus de voix sont serrés (4,43 points entre le 1er et le 4e). Pour la première fois, aucun des candidats des deux partis politiques pourvoyeurs jusque-là des présidents de la Ve République, n'est présent au second tour. Celui-ci se tient le dimanche 7 mai et se solde par la victoire d'Emmanuel Macron, avec un total de 20 753 798 bulletins de vote en sa faveur, soit 66,10 % des suffrages exprimés, face à la candidate du Front national, qui recueille 33,90 %. Le scrutin est néanmoins marqué par une forte abstention et par un record de votes blancs ou nuls.
Dans le Nord, Marine Le Pen arrive en tête du premier tour avec 29,27 % des exprimés, suivie de Jean-Luc Mélenchon (21,28 %), Emmanuel Macron (19,85 %), François Fillon (16,75 %) et Benoît Hamon (5,65 %). Au second tour, les électeurs ont voté à 56,9 % pour Emmanuel Macron contre 43,1 % pour Marine Le Pen avec un taux de participation de 73,24 % des inscrits.
|             | FN          | Marine Le Pen         | 382 030   | 28,22 %    | 507 434   | 43,1 %     |  |  |
|             | LFi         | Jean-Luc Mélenchon    | 288 115   | 21,28 %    |           |            |  |  |
|             | EM          | Emmanuel Macron       | 268 723   | 19,85 %    | 669 806   | 56,9 %     |  |  |
|             | LR          | François Fillon       | 226 710   | 16,75 %    |           |            |  |  |
|             | PS          | Benoît Hamon          | 76 531    | 5,65 %     |           |            |  |  |
|             | DlF         | Nicolas Dupont-Aignan | 65 245    | 4,82 %     |           |            |  |  |
|             | NPA         | Philippe Poutou       | 13 151    | 0,97 %     |           |            |  |  |
|             | UPR         | François Asselineau   | 11 450    | 0,85 %     |           |            |  |  |
|             | LO          | Nathalie Arthaud      | 10 975    | 0,81 %     |           |            |  |  |
|             | RES         | Jean Lassalle         | 8 535     | 0,63 %     |           |            |  |  |
|             | SeP         | Jacques Cheminade     | 2 338     | 0,17 %     |           |            |  |  |
|             |             |                       |           |            |           |            |  |  |
|             |             |                       | Nombre    | % inscrits | Nombre    | % inscrits |  |  |
| Inscrits    | Inscrits    | Inscrits              | 1 804 668 |            | 1 804 404 |            |  |  |
| Abstentions | Abstentions | Abstentions           | 417 073   | 23,11 %    | 482 933   | 26,76 %    |  |  |
| Votants     | Votants     | Votants               | 1 387 595 | 76,89 %    | 1 321 471 | 73,24 %    |  |  |
|             |             |                       |           |            |           |            |  |  |
|             |             |                       |           | % votants  |           | % votants  |  |  |
| Blancs      | Blancs      | Blancs                | 24 060    | 1,33 %     | 104 014   | 5,76 %     |  |  |
| Nuls        | Nuls        | Nuls                  | 9 732     | 0,54 %     | 40 217    | 2,23 %     |  |  |
| Exprimés    | Exprimés    | Exprimés              | 1 353 803 | 75,02 %    | 1 177 240 | 65,24 %    |  |  |

### 2012
Hollande, désigné par le PS à la suite d'une primaire ouverte, devance Sarkozy dès le premier tour de l'élection présidentielle de 2012 : c'est la première fois qu'un président sortant est ainsi devancé. Au second tour, Sarkozy est battu mais par un écart plus faible qu'attendu.
Dans le Nord, François Hollande arrive en tête du premier tour avec 27,97 % des exprimés, suivi de Nicolas Sarkozy (24,7 %), Marine Le Pen (21,91 %), Jean-Luc Mélenchon (12,62 %) et François Bayrou (7,48 %). Au second tour, les électeurs ont voté à 52,88 % pour François Hollande contre 47,12 % pour Nicolas Sarkozy avec un taux de participation de 77,89 % des inscrits.
|                | PS             | François Hollande     | 383 471   | 27,97 %    | 692 273   | 52,88 %    |  |  |
|                | UMP            | Nicolas Sarkozy       | 338 714   | 24,7 %     | 616 882   | 47,12 %    |  |  |
|                | FN             | Marine Le Pen         | 300 362   | 21,91 %    |           |            |  |  |
|                | FG             | Jean-Luc Mélenchon    | 173 037   | 12,62 %    |           |            |  |  |
|                | MoDem          | François Bayrou       | 102 511   | 7,48 %     |           |            |  |  |
|                | EELV           | Éva Joly              | 23 976    | 1,75 %     |           |            |  |  |
|                | DLF            | Nicolas Dupont-Aignan | 21 160    | 1,54 %     |           |            |  |  |
|                | NPA            | Philippe Poutou       | 15 138    | 1,1 %      |           |            |  |  |
|                | LO             | Nathalie Arthaud      | 9 545     | 0,7 %      |           |            |  |  |
|                | S&P            | Jacques Cheminade     | 3 185     | 0,23 %     |           |            |  |  |
|                |                |                       |           |            |           |            |  |  |
|                |                |                       | Nombre    | % inscrits | Nombre    | % inscrits |  |  |
| Inscrits       | Inscrits       | Inscrits              | 1 792 359 |            | 1 792 610 |            |  |  |
| Abstentions    | Abstentions    | Abstentions           | 396 523   | 22,12 %    | 396 412   | 22,11 %    |  |  |
| Votants        | Votants        | Votants               | 1 395 836 | 77,88 %    | 1 396 198 | 77,89 %    |  |  |
|                |                |                       |           |            |           |            |  |  |
|                |                |                       |           | % votants  |           | % votants  |  |  |
| Blancs ou nuls | Blancs ou nuls | Blancs ou nuls        | 24 737    | 1,77 %     | 87 043    | 6,23 %     |  |  |
| Exprimés       | Exprimés       | Exprimés              | 1 371 099 | 98,23 %    | 1 309 155 | 98,23 %    |  |  |

### 2007
Au premier tour de l'élection présidentielle de 2007, Sarkozy réussit à capter une partie des voix de Le Pen et arrive largement en tête. Royal est la première femme qualifiée pour le second tour d'une élection présidentielle. Elle est battue avec une avance de 6 points.
Dans le Nord, Nicolas Sarkozy arrive en tête du premier tour avec 29,3 % des exprimés, suivi de Ségolène Royal (24,83 %), François Bayrou (15,64 %), Jean-Marie Le Pen (13,83 %) et Olivier Besancenot (5,2 %). Au second tour, les électeurs ont voté à 51,75 % pour Nicolas Sarkozy contre 48,25 % pour Ségolène Royal avec un taux de participation de 81,97 % des inscrits.
|                | UMP            | Nicolas Sarkozy      | 414 543   | 29,3 %     | 721 506   | 51,75 %    |  |  |
|                | PS             | Ségolène Royal       | 351 223   | 24,83 %    | 672 679   | 48,25 %    |  |  |
|                | UDF            | François Bayrou      | 221 217   | 15,64 %    |           |            |  |  |
|                | FN             | Jean-Marie Le Pen    | 195 624   | 13,83 %    |           |            |  |  |
|                | LCR            | Olivier Besancenot   | 73 520    | 5,2 %      |           |            |  |  |
|                | GPA            | Marie-George Buffet  | 43 735    | 3,09 %     |           |            |  |  |
|                | LO             | Arlette Laguiller    | 29 563    | 2,09 %     |           |            |  |  |
|                | MPF            | Philippe de Villiers | 24 034    | 1,7 %      |           |            |  |  |
|                | CPNT           | Frédéric Nihous      | 22 192    | 1,57 %     |           |            |  |  |
|                | Les Verts      | Dominique Voynet     | 20 501    | 1,45 %     |           |            |  |  |
|                | SE             | José Bové            | 15 149    | 1,07 %     |           |            |  |  |
|                | CNRSP          | Gérard Schivardi     | 3 439     | 0,24 %     |           |            |  |  |
|                |                |                      |           |            |           |            |  |  |
|                |                |                      | Nombre    | % inscrits | Nombre    | % inscrits |  |  |
| Inscrits       | Inscrits       | Inscrits             | 1 776 070 |            | 1 776 605 |            |  |  |
| Abstentions    | Abstentions    | Abstentions          | 340 660   | 19,18 %    | 320 328   | 18,03 %    |  |  |
| Votants        | Votants        | Votants              | 1 435 410 | 80,82 %    | 1 456 277 | 81,97 %    |  |  |
|                |                |                      |           |            |           |            |  |  |
|                |                |                      |           | % votants  |           | % votants  |  |  |
| Blancs ou nuls | Blancs ou nuls | Blancs ou nuls       | 20 670    | 1,44 %     | 62 092    | 4,26 %     |  |  |
| Exprimés       | Exprimés       | Exprimés             | 1 414 740 | 98,56 %    | 1 394 185 | 95,74 %    |  |  |

### 2002
Après cinq années de cohabitation, un duel est attendu entre Chirac et le Premier ministre Jospin lors de l'élection présidentielle de 2002, mais, à la surprise générale, ce dernier est devancé par Le Pen au premier tour. Au second tour, Chirac bénéficie du ralliement de la gauche et reçoit un score sans précédent. Il s'agit de la première élection pour un mandat de cinq ans et non plus sept.
Dans le Nord, Jean-Marie  Le Pen arrive en tête du premier tour avec 19,42 % des exprimés, suivi de Jacques  Chirac (17,73 %), Lionel  Jospin (16,81 %), Arlette Laguiller (7,24 %) et François Bayrou (6,59 %). Au second tour, les électeurs ont voté à 78,28 % pour Jacques  Chirac contre 21,72 % pour Jean-Marie  Le Pen avec un taux de participation de 77,69 % des inscrits.
|                | FN             | Jean-Marie Le Pen       | 230 015   | 19,42 %    | 274 390   | 21,72 %    |  |  |
|                | RPR            | Jacques Chirac          | 209 977   | 17,73 %    | 989 046   | 78,28 %    |  |  |
|                | PS             | Lionel Jospin           | 199 036   | 16,81 %    |           |            |  |  |
|                | LO             | Arlette Laguiller       | 85 680    | 7,24 %     |           |            |  |  |
|                | UDF            | François Bayrou         | 78 071    | 6,59 %     |           |            |  |  |
|                | PC             | Robert Hue              | 57 639    | 4,87 %     |           |            |  |  |
|                | Les Verts      | Noël Mamère             | 56 414    | 4,76 %     |           |            |  |  |
|                | MC             | Jean-Pierre Chevènement | 54 733    | 4,62 %     |           |            |  |  |
|                | LCR            | Olivier Besancenot      | 50 131    | 4,23 %     |           |            |  |  |
|                | CPNT           | Jean Saint-Josse        | 41 881    | 3,54 %     |           |            |  |  |
|                | DL             | Alain Madelin           | 40 684    | 3,44 %     |           |            |  |  |
|                | MNR            | Bruno Mégret            | 30 415    | 2,57 %     |           |            |  |  |
|                | Cap21          | Corinne Lepage          | 16 528    | 1,4 %      |           |            |  |  |
|                | PRG            | Christiane Taubira      | 15 119    | 1,28 %     |           |            |  |  |
|                | FRS            | Christine Boutin        | 12 232    | 1,03 %     |           |            |  |  |
|                | PT             | Daniel Gluckstein       | 5 631     | 0,48 %     |           |            |  |  |
|                |                |                         |           |            |           |            |  |  |
|                |                |                         | Nombre    | % inscrits | Nombre    | % inscrits |  |  |
| Inscrits       | Inscrits       | Inscrits                | 1 721 362 |            | 1 721 144 |            |  |  |
| Abstentions    | Abstentions    | Abstentions             | 497 146   | 28,88 %    | 384 066   | 22,31 %    |  |  |
| Votants        | Votants        | Votants                 | 1 224 216 | 71,12 %    | 1 337 078 | 77,69 %    |  |  |
|                |                |                         |           |            |           |            |  |  |
|                |                |                         |           | % votants  |           | % votants  |  |  |
| Blancs ou nuls | Blancs ou nuls | Blancs ou nuls          | 40 030    | 3,27 %     | 73 642    | 5,51 %     |  |  |
| Exprimés       | Exprimés       | Exprimés                | 1 184 186 | 96,73 %    | 1 263 436 | 94,49 %    |  |  |

### 1995
Après une nouvelle cohabitation et alors que la droite est particulièrement divisée entre Chirac et le Premier ministre Balladur, Jospin réussit à arriver en tête au premier tour de l'élection présidentielle de 1995, malgré la très lourde défaite de la gauche aux législatives de 1993. Au second tour, il est battu par Chirac.
Dans le Nord, Lionel Jospin arrive en tête du premier tour avec 23,23 % des exprimés, suivi de Jean-Marie Le Pen (18,18 %), Édouard Balladur (17,53 %), Jacques Chirac (16,85 %) et Robert Hue (11,92 %). Au second tour, les électeurs ont voté à 53,7 % pour Lionel Jospin contre 46,3 % pour Jacques Chirac avec un taux de participation de 78,92 % des inscrits.
|                | PS             | Lionel Jospin        | 302 492   | 23,23 %    | 664 653   | 53,7 %     |  |  |
|                | FN             | Jean-Marie Le Pen    | 236 730   | 18,18 %    |           |            |  |  |
|                | RPR            | Édouard Balladur     | 228 281   | 17,53 %    |           |            |  |  |
|                | RPR            | Jacques Chirac       | 219 467   | 16,85 %    | 573 136   | 46,3 %     |  |  |
|                | PC             | Robert Hue           | 155 288   | 11,92 %    |           |            |  |  |
|                | LO             | Arlette Laguiller    | 73 270    | 5,63 %     |           |            |  |  |
|                | MPF            | Philippe de Villiers | 52 639    | 4,04 %     |           |            |  |  |
|                | Les Verts      | Dominique Voynet     | 30 965    | 2,38 %     |           |            |  |  |
|                | S&P            | Jacques Cheminade    | 3 145     | 0,24 %     |           |            |  |  |
|                |                |                      |           |            |           |            |  |  |
|                |                |                      | Nombre    | % inscrits | Nombre    | % inscrits |  |  |
| Inscrits       | Inscrits       | Inscrits             | 1 677 857 |            | 1 677 826 |            |  |  |
| Abstentions    | Abstentions    | Abstentions          | 339 915   | 20,26 %    | 353 661   | 21,08 %    |  |  |
| Votants        | Votants        | Votants              | 1 337 942 | 79,74 %    | 1 324 165 | 78,92 %    |  |  |
|                |                |                      |           |            |           |            |  |  |
|                |                |                      |           | % votants  |           | % votants  |  |  |
| Blancs ou nuls | Blancs ou nuls | Blancs ou nuls       | 35 665    | 2,67 %     | 86 376    | 6,52 %     |  |  |
| Exprimés       | Exprimés       | Exprimés             | 1 302 277 | 97,33 %    | 1 237 789 | 93,48 %    |  |  |

### 1988
Après deux ans de cohabitation, Mitterrand affronte le Premier ministre Chirac lors de l'élection présidentielle de 1988. Le Pen obtient au premier tour un score jusque-là sans précédent pour un parti d'extrême droite. Au second tour, Mitterrand est facilement réélu.
Dans le Nord, François Mitterrand arrive en tête du premier tour avec 36,74 % des exprimés, suivi de Raymond Barre (15,59 %), Jean-Marie Le Pen (15,16 %), Jacques Chirac (15,03 %) et André Lajoinie (10,34 %). Au second tour, les électeurs ont voté à 60,52 % pour François Mitterrand contre 39,48 % pour Jacques Chirac avec un taux de participation de 84,8 % des inscrits.
|                | PS                    | François Mitterrand | 488 371   | 36,74 %    | 805 236   | 60,52 %    |  |  |
|                | SE                    | Raymond Barre       | 207 212   | 15,59 %    |           |            |  |  |
|                | FN                    | Jean-Marie Le Pen   | 201 473   | 15,16 %    |           |            |  |  |
|                | RPR                   | Jacques Chirac      | 199 741   | 15,03 %    | 525 247   | 39,48 %    |  |  |
|                | PC                    | André Lajoinie      | 137 487   | 10,34 %    |           |            |  |  |
|                | Les Verts             | Antoine Waechter    | 38 846    | 2,92 %     |           |            |  |  |
|                | LO                    | Arlette Laguiller   | 30 575    | 2,3 %      |           |            |  |  |
|                | Communiste rénovateur | Pierre Juquin       | 20 434    | 1,54 %     |           |            |  |  |
|                | MPT                   | Pierre Boussel      | 5 056     | 0,38 %     |           |            |  |  |
|                |                       |                     |           |            |           |            |  |  |
|                |                       |                     | Nombre    | % inscrits | Nombre    | % inscrits |  |  |
| Inscrits       | Inscrits              | Inscrits            | 1 634 459 |            | 1 634 341 |            |  |  |
| Abstentions    | Abstentions           | Abstentions         | 274 381   | 16,79 %    | 248 432   | 15,2 %     |  |  |
| Votants        | Votants               | Votants             | 1 360 078 | 83,21 %    | 1 385 909 | 84,8 %     |  |  |
|                |                       |                     |           |            |           |            |  |  |
|                |                       |                     |           | % votants  |           | % votants  |  |  |
| Blancs ou nuls | Blancs ou nuls        | Blancs ou nuls      | 30 883    | 2,27 %     | 55 426    | 4 %        |  |  |
| Exprimés       | Exprimés              | Exprimés            | 1 329 195 | 97,73 %    | 1 330 483 | 96 %       |  |  |

### 1981
Lors de l'élection présidentielle de 1981, Giscard d'Estaing arrive en tête au premier tour et affronte, comme la fois précédente, Mitterrand. Pour la première fois, un président sortant est battu : Mitterrand devient le premier président de gauche de la Ve République.
Dans le Nord, Valéry Giscard d'Estaing arrive en tête du premier tour avec 27,36 % des exprimés, suivi de François Mitterrand (25,91 %), Georges Marchais (21,44 %), Jacques Chirac (14,63 %) et Brice Lalonde (3,47 %). Au second tour, les électeurs ont voté à 54,12 % pour François Mitterrand contre 44,65 % pour Valéry Giscard d'Estaing avec un taux de participation de 88,22 % des inscrits.
|                | UDF            | Valéry Giscard d'Estaing | 366 297   | 27,36 %    | 613 750   | 44,65 %    |  |  |
|                | PS             | François Mitterrand      | 346 897   | 25,91 %    | 760 849   | 55,35 %    |  |  |
|                | PC             | Georges Marchais         | 287 069   | 21,44 %    |           |            |  |  |
|                | RPR            | Jacques Chirac           | 195 828   | 14,63 %    |           |            |  |  |
|                | MEP            | Brice Lalonde            | 46 470    | 3,47 %     |           |            |  |  |
|                | LO             | Arlette Laguiller        | 31 078    | 2,32 %     |           |            |  |  |
|                | Divers droite  | Michel Debré             | 23 763    | 1,78 %     |           |            |  |  |
|                | MRG            | Michel Crépeau           | 18 480    | 1,38 %     |           |            |  |  |
|                | Divers droite  | Marie-France Garaud      | 13 080    | 0,98 %     |           |            |  |  |
|                | PSU            | Huguette Bouchardeau     | 9 784     | 0,73 %     |           |            |  |  |
|                |                |                          |           |            |           |            |  |  |
|                |                |                          | Nombre    | % inscrits | Nombre    | % inscrits |  |  |
| Inscrits       | Inscrits       | Inscrits                 | 1 601 851 |            | 1 602 215 |            |  |  |
| Abstentions    | Abstentions    | Abstentions              | 237 972   | 14,86 %    | 188 807   | 11,78 %    |  |  |
| Votants        | Votants        | Votants                  | 1 363 879 | 85,14 %    | 1 413 408 | 88,22 %    |  |  |
|                |                |                          |           |            |           |            |  |  |
|                |                |                          |           | % votants  |           | % votants  |  |  |
| Blancs ou nuls | Blancs ou nuls | Blancs ou nuls           | 25 133    | 1,84 %     | 38 809    | 2,75 %     |  |  |
| Exprimés       | Exprimés       | Exprimés                 | 1 338 746 | 98,16 %    | 1 374 599 | 97,25 %    |  |  |

### 1974
L'élection présidentielle de 1974 est une élection anticipée à la suite de la mort de Pompidou. Mitterrand, candidat unique de la gauche, est largement en tête au premier tour devant Giscard d'Estaing, qui distance lui-même Chaban-Delmas. Au terme d'une campagne animée, marquée par un débat télévisé tendu, Giscard d'Estaing l'emporte avec une très courte avance.
Dans le Nord, François Mitterrand arrive en tête du premier tour avec 48,06 % des exprimés, suivi de Valéry Giscard d'Estaing (28,81 %), Jacques Chaban-Delmas (15,35 %), Arlette Laguiller (2,49 %) et Jean Royer (2,13 %). Au second tour, les électeurs ont voté à 54,12 % pour François Mitterrand contre 45,88 % pour Valéry Giscard d'Estaing avec un taux de participation de 89,83 % des inscrits.
|                | PS             | François Mitterrand      | 571 071   | 48,06 %    | 659 363   | 54,12 %    |  |  |
|                | RI             | Valéry Giscard d'Estaing | 342 317   | 28,81 %    | 558 957   | 45,88 %    |  |  |
|                | UDR            | Jacques Chaban-Delmas    | 182 377   | 15,35 %    |           |            |  |  |
|                | LO             | Arlette Laguiller        | 29 566    | 2,49 %     |           |            |  |  |
|                | SE             | Jean Royer               | 25 277    | 2,13 %     |           |            |  |  |
|                | SE, écologiste | René Dumont              | 13 879    | 1,17 %     |           |            |  |  |
|                | MDSF           | Émile Muller             | 7 405     | 0,62 %     |           |            |  |  |
|                | FN             | Jean-Marie Le Pen        | 6 243     | 0,53 %     |           |            |  |  |
|                | FCR            | Alain Krivine            | 5 589     | 0,47 %     |           |            |  |  |
|                | NAR            | Bertrand Renouvin        | 1 967     | 0,17 %     |           |            |  |  |
|                | MFE            | Jean-Claude Sebag        | 1 792     | 0,15 %     |           |            |  |  |
|                |                |                          |           |            |           |            |  |  |
|                |                |                          | Nombre    | % inscrits | Nombre    | % inscrits |  |  |
| Inscrits       | Inscrits       | Inscrits                 | 1 374 084 |            | 1 374 366 |            |  |  |
| Abstentions    | Abstentions    | Abstentions              | 172 334   | 12,54 %    | 139 804   | 10,17 %    |  |  |
| Votants        | Votants        | Votants                  | 1 201 750 | 87,46 %    | 1 234 562 | 89,83 %    |  |  |
|                |                |                          |           |            |           |            |  |  |
|                |                |                          |           | % votants  |           | % votants  |  |  |
| Blancs ou nuls | Blancs ou nuls | Blancs ou nuls           | 13 587    | 1,13 %     | 16 242    | 1,32 %     |  |  |
| Exprimés       | Exprimés       | Exprimés                 | 1 188 163 | 98,87 %    | 1 218 320 | 98,68 %    |  |  |

### 1969
L'élection présidentielle de 1969 est une élection anticipée à la suite de la démission de De Gaulle. La gauche se lance désunie dans la course et, bien que Duclos (PCF) manque de le devancer, c'est le président par intérim Poher qui accède au second tour face à l'ex-Premier ministre Pompidou. Alors que Duclos refuse d'appeler à voter au second tour pour « bonnet blanc ou blanc bonnet », Pompidou est finalement largement élu.
Dans le Nord, Georges Pompidou arrive en tête du premier tour avec 42,62 % des exprimés, suivi de Jacques Duclos (26,86 %), Alain Poher (17,15 %), Gaston Defferre (7,27 %) et Michel Rocard (3,36 %). Au second tour, les électeurs ont voté à 59,66 % pour Georges Pompidou contre 40,34 % pour Alain Poher avec un taux de participation de 69,96 % des inscrits.
|                | UDR            | Georges Pompidou | 463 255   | 42,62 %    | 504 448   | 59,66 %    |  |  |
|                | PC             | Jacques Duclos   | 292 022   | 26,86 %    |           |            |  |  |
|                | CD             | Alain Poher      | 186 376   | 17,15 %    | 341 156   | 40,34 %    |  |  |
|                | SFIO           | Gaston Defferre  | 79 019    | 7,27 %     |           |            |  |  |
|                | PSU            | Michel Rocard    | 36 527    | 3,36 %     |           |            |  |  |
|                | SE             | Louis Ducatel    | 19 498    | 1,79 %     |           |            |  |  |
|                | LC             | Alain Krivine    | 10 357    | 0,95 %     |           |            |  |  |
|                |                |                  |           |            |           |            |  |  |
|                |                |                  | Nombre    | % inscrits | Nombre    | % inscrits |  |  |
| Inscrits       | Inscrits       | Inscrits         | 1 336 423 |            | 1 336 357 |            |  |  |
| Abstentions    | Abstentions    | Abstentions      | 231 718   | 17,34 %    | 401 391   | 30,04 %    |  |  |
| Votants        | Votants        | Votants          | 1 104 705 | 82,66 %    | 934 966   | 69,96 %    |  |  |
|                |                |                  |           |            |           |            |  |  |
|                |                |                  |           | % votants  |           | % votants  |  |  |
| Blancs ou nuls | Blancs ou nuls | Blancs ou nuls   | 17 651    | 1,6 %      | 89 362    | 9,56 %     |  |  |
| Exprimés       | Exprimés       | Exprimés         | 1 087 054 | 98,4 %     | 845 604   | 90,44 %    |  |  |

### 1965
L'élection présidentielle de 1965 est la première élection au suffrage universel direct à la suite du référendum d'octobre 1962. De Gaulle est mis en ballottage, à la surprise générale, par Mitterrand, candidat unique de la gauche. La campagne du second tour est axée sur l'Europe et les relations internationales ainsi que sur l'armement nucléaire. De Gaulle est finalement réélu avec une large avance.
Dans le Nord, Charles de Gaulle arrive en tête du premier tour avec 48,06 % des exprimés, suivi de François Mitterrand (35,61 %), Jean Lecanuet (10,85 %), Jean-Louis Tixier-Vignancour (3,21 %) et Pierre Marcilhacy (1,14 %). Au second tour, les électeurs ont voté à 55,51 % pour Charles de Gaulle contre 44,49 % pour François Mitterrand avec un taux de participation de 88,7 % des inscrits.
|                | UNR            | Charles de Gaulle            | 552 584   | 48,06 %    | 633 162   | 55,51 %    |  |  |
|                | CIR            | François Mitterrand          | 409 462   | 35,61 %    | 507 482   | 44,49 %    |  |  |
|                | MRP            | Jean Lecanuet                | 124 794   | 10,85 %    |           |            |  |  |
|                | SE             | Jean-Louis Tixier-Vignancour | 36 910    | 3,21 %     |           |            |  |  |
|                | PLE            | Pierre Marcilhacy            | 13 068    | 1,14 %     |           |            |  |  |
|                | SE             | Marcel Barbu                 | 13 008    | 1,13 %     |           |            |  |  |
|                |                |                              |           |            |           |            |  |  |
|                |                |                              | Nombre    | % inscrits | Nombre    | % inscrits |  |  |
| Inscrits       | Inscrits       | Inscrits                     | 1 317 096 |            | 1 316 766 |            |  |  |
| Abstentions    | Abstentions    | Abstentions                  | 152 849   | 11,61 %    | 148 839   | 11,3 %     |  |  |
| Votants        | Votants        | Votants                      | 1 164 247 | 88,39 %    | 1 167 927 | 88,7 %     |  |  |
|                |                |                              |           |            |           |            |  |  |
|                |                |                              |           | % votants  |           | % votants  |  |  |
| Blancs ou nuls | Blancs ou nuls | Blancs ou nuls               | 14 421    | 1,24 %     | 27 283    | 2,34 %     |  |  |
| Exprimés       | Exprimés       | Exprimés                     | 1 149 826 | 98,76 %    | 1 140 644 | 97,66 %    |  |  |